# Petrus Wernérus Adam Immink
Petrus Wernérus Adam Immink (Stolwijk, 4 januari 1908 - Haren, 21 september 1965) was een Nederlands rechtshistoricus en hoogleraar.
Immink volgde een rechtenstudie te Utrecht van 1926 tot 1931. Aldaar werd hij vervolgens ambtenaar en in zijn vrije tijd was hij werkzaam in het Utrechtse Rijks- en Gemeentearchief. In 1942 promoveerde Immink met zijn proefschrift De wording van staat en souvereiniteit in de middeleeuwen. Een rechtshistorische studie in het bijzonder met betrekking tot het Nedersticht. Eerste deel. Datzelfde jaar schreef hij nog een artikel over de Stadsvrijheid van Utrecht. Na de Tweede Wereldoorlog was Immink eerst verbonden aan de Utrechtse universiteit, waarna hij van 1946 tot 1965 hoogleraar was te Groningen. Hij doceerde onder meer Oudnederlands recht en heeft meerdere andere wetenschappelijke geschriften uitgebracht. Tot zijn onderzoeksgebied behoorde de vorming van straf en strafrecht tot circa de tijdsperiode met het Frankische Rijk. Daarnaast was Immink onder andere enige tijd voorzitter van de Vereniging voor Terpenonderzoek.